# Гози, Симон
Симон Гози (фр. Simon Gauzy), (род. 25 октября 1994, Тулуза) — французский игрок в настольный теннис, бронзовый призёр Олимпийских игр 2024 года в командном разряде, серебряный призёр чемпионата мира в командном разряде 2024 года, многократный призёр чемпионатов Европы, серебряный призёр I летних Европейских игр 2015 и бронзовый призёр III Европейских игр 2023 года.

## Спортивная карьера
Первого международного успеха Гози добился в 2008 году, когда вместе с командой выиграл молодежный чемпионат Европы и завоевал серебро в смешанном парном разряде. В 2009 году он повторил эти достижения, выиграв дополнительное золото в одиночном и парном разряде. В 2010 году впервые участвовал во взрослом чемпионате мира, а также сумел завоевать бронзу на Юношеских Олимпийских играх в Сингапуре.
На Европейских играх в Баку Симон выиграл командную серебряную медаль и дошёл до 1/8 финала в одиночном разряде. На чемпионате Европы 2015 года сборная Франции, в составе которой был Гози, вышла в полуфинал и завоевала бронзовую медаль.
Гози прошел квалификацию на Олимпийские игры в Рио-де-Жанейро в 2016 году, но проиграл свой первый матч в одиночном разряде в первом раунде.
Симон представлял свою страну на летних Олимпийских играх 2020 года в Токио. В мужском одиночном разряде он дошёл до 1/8 финала, в котором уступил Ма Луну.
В 2023 году принял участие в соревнованиях на Европейских играх в Кракове. В составе команды Франции стал бронзовым призёром. На чемпионате мира 2024 года в командном турнире стал обладателем серебряной медали.
На Олимпийских играх 2024 года в Париже в командном разряде в составе Франции завоевал бронзовую медаль командного первенства.